# Fritz Altmeyer
Fritz Altmeyer (26 novembre 1928 – 13 novembre 2013) è stato un calciatore tedesco, di ruolo attaccante.

## Carriera

### Club
Durante la sua carriera ha giocato solo con il Saar 05 Saarbrücken, con cui conta oltre 300 presenze.

### Nazionale
Conta 6 presenze e 3 reti con la nazionale della Saar.